# Антонівська волость (Сквирський повіт)
Антонівська волость — історична адміністративно-територіальна одиниця Сквирського повіту Київської губернії з центром у селі Антонів.
Станом на 1886 рік складалася з 5 поселень, 4 сільських громад. Населення — 5092 особи (2523 чоловічої статі та 2569 — жіночої), 665 дворових господарств.
|                     | Площа, десятин | У тому числі орної, дес. |
| ------------------- | -------------- | ------------------------ |
| Сільських громад    | 4292           | 3530                     |
| Приватної власності | 4760           | 2927                     |
| Іншої власності     | 151            | 135                      |
| Загалом             | 9203           | 6592                     |

Поселення волості:
- Антонів — колишнє власницьке село при річці Березнянка за 15 верст від повітового міста, 2356 осіб, 311 дворів, православна церква, католицька каплиця, школа, 2 постоялих будинки, 2 лавки, паровий, водяний і вітряний млини, винокурний завод, цегельний завод.
- Біліївка — колишнє власницьке село, 958 осіб, 143 двори, православна церква, школа, постоялий будинок, лавка.
- Гайворон — колишнє власницьке село при річці Березнянка, 814 осіб, 101 двір, православна церква, школа, постоялий будинок, водяний млин.
- Петрашівка — колишнє власницьке село при річці Березнянка, 704 особи, 105 дворів, православна церква, школа, постоялий будинок, водяний млин.

Старшинами волості були:
- 1909—1910 роках — Петро Охримович Ященко[2],[3];
- 1912—1913 роках — Кирило Софронович Колесник[4],[5];
- 1915 року — Михайло Іванович Симех[6].